# Sklabinský Podzámok
Sklabinský Podzámok (em húngaro: Szklabinyaváralja) é um município da Eslováquia, situado no distrito de Martin, na região de Žilina. Tem 27,15 km² de área e sua população em 2018 foi estimada em 189 habitantes.

## Demografia
| Ano:        | 1994 | 2004    | 2014   | 2024   |
| ----------- | ---- | ------- | ------ | ------ |
| Broj ljudi: | 160  | 178     | 190    | 180    |
| Razlika:    |      | +11,25% | +6,74% | -5,26% |

| Ano:               | 2023 | 2024   |
| ------------------ | ---- | ------ |
| Número de pessoas: | 184  | 180    |
| Diferença:         |      | -2,17% |